# Grammosolen
Grammosolen ist eine im südlichen Australien endemische Pflanzengattung aus der Familie der Nachtschattengewächse (Solanaceae). Sie besteht aus nur zwei Arten.

## Beschreibung

### Vegetative Merkmale
Die Grammosolen-Arten sind bis zu 2 m hohe Sträucher, deren Zweige und Blätter dicht behaart sind. Die Behaarung besteht aus bäumchenförmig verzweigten Trichomen. Die Laubblätter sind eiförmig, eiförmig-elliptisch, eiförmig-dreieckig oder elliptisch und 5 bis 20 × 3 bis 17 mm groß. Sie stehen eng gedrängt oder in größeren Abständen, sind aufsitzend oder mit 2 bis 4 mm langen Blattstielen versehen.

### Blütenstände und Blüten
Die Blütenstände sind Zymen aus ein bis drei Blüten, die gelegentlich blättrige Ähren bilden. Der Kelch ist etwa 2,5 bis 4 mm lang und dicht behaart, die Krone eng röhrenförmig, 7 bis 13 mm lang und mit langen, engen Kronlappen versehen, deren Innenseiten unbehaart sind. Meist sind die Lappen etwas kürzer als die Kronröhre oder manchmal auch gleich lang.
Die fünf Staubblätter teilen sich in zwei lange und drei kurze auf, die Staubbeutel bestehen aus nur einer Theka mit 0,6 bis 0,7 mm Länge.

### Früchte und Samen
Die Früchte sind Kapseln, die scheidewand-fachspaltig aufspringen, vier Kammern besitzen und 3,5 bis 4,5 mm lang werden. Die Samen sind 2,5 bis 3,5 mm lang, der Embryo ist leicht gebogen, die Keimblätter sind sehr kurz.

## Vorkommen
Die Gattung wächst endemisch in trockenen Gebieten nahe der Küste im südlichen Australien.

## Systematik
Die Gattung besteht nur aus zwei Arten:
- Grammosolen dixonii (F. Muell. et R. Tate) Haegi
- Grammosolen truncatus (Ising) Haegi

Die Typusart ist Grammosolen dixonii.